# Gare de Pont-d’Ain
Gare de Pont-d'Ain vasútállomás Franciaországban, Pont-d’Ain településen.

## Vasútvonalak
Az állomást az alábbi vasútvonalak érintik:
- Mâcon-Ambérieu-vasútvonal

## Kapcsolódó állomások
A vasútállomáshoz az alábbi állomások vannak a legközelebb:
- Gare de Saint-Martin-du-Mont
- Gare d’Ambronay - Priay